# Успенська церква (Баришівка)
Баришівська Успенська церква з дзвіницею — церква в Баришівці на Київщині, побудована у середині XVIII століття, знищена російськими більшовицькими окупантами у 1930-х.

## Опис

Успенська церква. Вигляд з північного заходу. Фото Г. Павлуцького початку ХХ ст.

Західний фасад церкви. Фото Г. Павлуцького початку ХХ ст.

Мурована тридільна однобанна церква збудована в середині XVIII століття (точна дата не встановлена) у центрі містечка. Мала прямокутний бабинець, таку ж, але значно ширшу, наву та гранчастий вівтар. Наву вінчала двоярусна барокова баня на циліндричному світловому
підбаннику. Дахи над вівтарем і бабинцем мали на гребені глухі маківки на кшталт сигнатурок, завдяки чому церква виглядала триверха. 
Стіни членували пілястри, увінчував розкріпований карниз, попід яким доходив фриз керамічних поліхромних розеток. 
Дуже характерними архітектурними прикметами цієї пам’ятки були хрещаті вікна угорі середнього прясла кожного фасаду та пластичний західний фронтон з нішами для ікон і пишним штукатурним ліпленням, яке з фронтону спускалося нижче, на верхні площини стін.

Дзвіниця Успенської церкви. Фото Г. Павлуцького початку ХХ ст.

Одночасно з церквою поряд звели муровану чотиригранну двоярусну дзвіницю, завершену наметом з маківкою. Протягом XX століття до церкви прибудували низенькі притвори. Церкву разом із дзвіницею знищено у середині 1930-х років.